# Estación de Puerta Blanca
Puerta Blanca es una estación de la línea 2 del Metro de Málaga. Se sitúa en la Avenida de Velázquez, en la barriada de Puerta Blanca del distrito Carretera de Cádiz de Málaga capital, España. 

## Historia

### Apertura
Fue inaugurada dentro del tramo original de la red el 30 de julio de 2014.

## Situación
La estación de Puerta Blanca se encuentra situada en la avenida Velázquez (conocida popularmente como la carretera de Cádiz) a la altura de los números 100-103, cerca del cruce con la avenida Molière, en la barriada de Puerta Blanca, de la que la estación toma su nombre.
El objetivo principal de la estación es la de prestar servicio a los barrios de Puerta Blanca y Virgen de Belén, aunque también a barrios próximos como Mainake o Las Pirámides. 

## Características
La estación se compone de dos niveles subterráneos, el primero es un vestíbulo donde se encuentran las máquinas expendedoras de billetes y los tornos de entrada, mientras que en el nivel inferior están los andenes. Cuenta con un andén central y dos vías. Tiene la particularidad, al igual que la estación de La Luz-La Paz, de tener dos bocas de acceso situado a ambas aceras de la avenida Velázquez, una en el barrio de Virgen de Belén y otra en el barrio de Puerta Blanca. 

## Accesos
- Ascensor: Avenida Velázquez, 100
- Avenida de Velázquez, 100; Virgen de Belén (acera noreste de la avenida Velázquez)
- Ascensor: Avenida Velázquez, 103
- Avenida de Velázquez, 103; Puerta Blanca (acera suroeste de la avenida Velázquez)

## Líneas y conexiones

### Metro
| << cabecera    | < estación    | LÍNEA | LÍNEA | LÍNEA | estación >              | cabecera >>             |
| Hospital Civil | La Luz-La Paz |       |       |       | Palacio de los Deportes | Palacio de los Deportes |

### Autobuses
| Diurnos   |                         |                                    |
| Línea     | Dirección               | Parada                             |
| 5         | Guadalmar               | AVDA. DE VELÁZQUEZ - PUERTA BLANCA |
| 9         | Churriana               | AVDA. DE VELÁZQUEZ - PUERTA BLANCA |
| 10        | Churriana               | AVDA. DE VELÁZQUEZ - PUERTA BLANCA |
| 31        | Palacio de los Deportes | AVDA. DE VELÁZQUEZ - PUERTA BLANCA |
| A         | Aeropuerto              | AVDA. DE VELÁZQUEZ - PUERTA BLANCA |
| 22        | Universidad             | AVDA. DE VELÁZQUEZ - AVDA. MOLIÈRE |
| Nocturnos |                         |                                    |
| Línea     | Dirección               | Parada                             |
| N1        | El Palo                 | AVDA. DE VELÁZQUEZ - AVDA. MOLIÈRE |

| Diurnos |           |               |
| Línea   | Dirección | Parada        |
| M-110   | Málaga    | PUERTA BLANCA |
| M-113   | Málaga    | PUERTA BLANCA |